# Bahnhof Mechelen

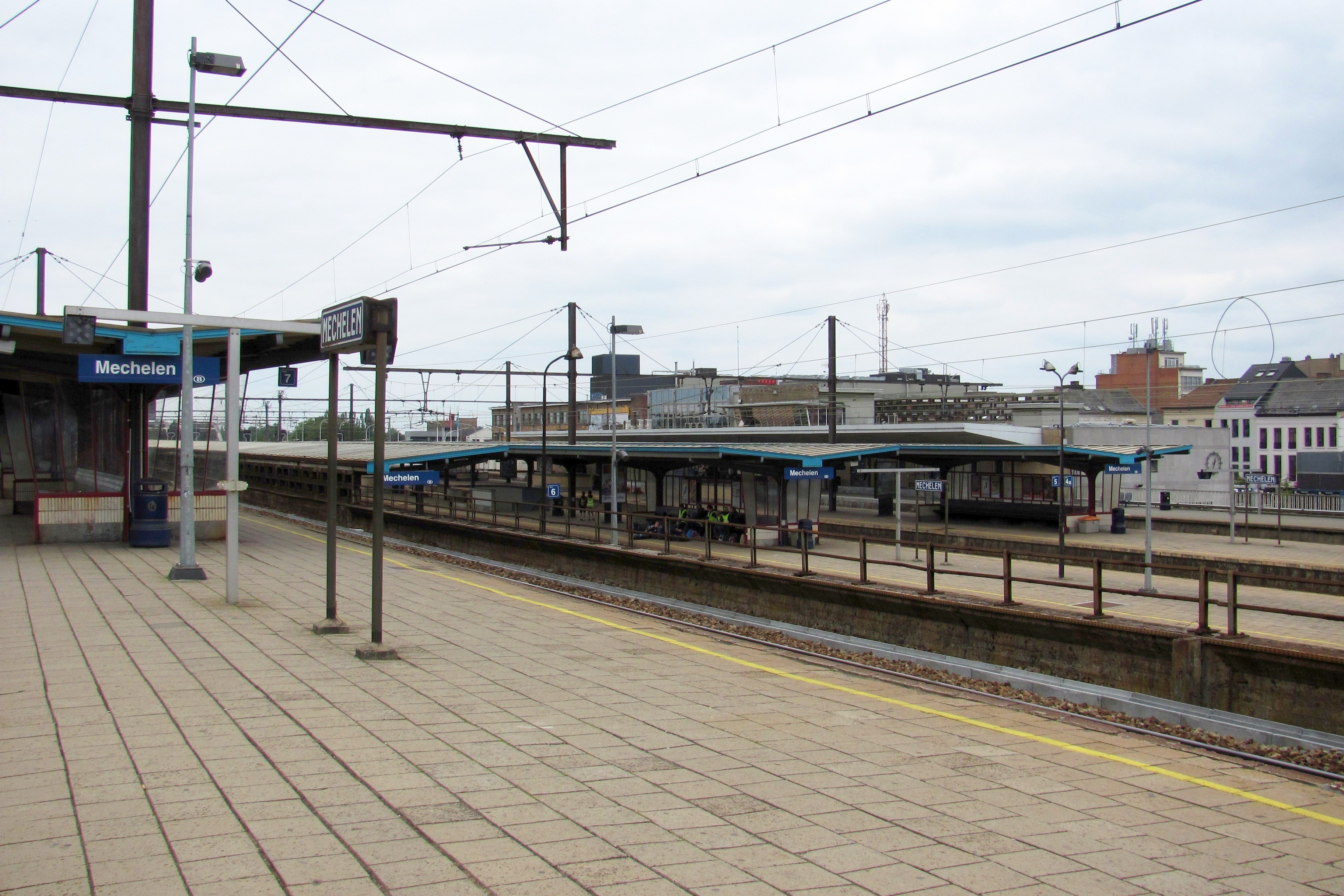
Die Bahnsteige der Linie 25 liegen einige Meter höher als die restlichen.

Der Bahnhof Mechelen ist ein Bahnhof der NMBS/SNCB in der belgischen Stadt Mechelen. Er ist einer der meistfrequentierten Bahnhöfe des Landes. An den zehn Bahnsteiggleisen halten InterCity-, InterRegio- und Regionalzüge. Die Züge verbinden Mechelen unter anderem mit Kortrijk, Amsterdam, Rotterdam, Antwerpen, Charleroi, Gent, Löwen und Brüssel.

## Verkehr
Stand: Fahrplanperiode 10. Dezember 2017 bis 8. Dezember 2018
| Linie | Verlauf | Takt Mo–Fr                                           | Takt Sa, So                                                     |
| ----- | --- | ---------------------------------------------------- | --------------------------------------------------------------- |
| IC 05 | Charleroi-Sud – Nivelles – Brüssel-Süd – Brüssel-Central – Brüssel-Nord – Mechelen – Antwerpen-Berchem – Antwerpen-Centraal – Antwerpen-Luchtbal – Essen                                                                              | 60 min                                               | –                                                               |
| IC 08 | Antwerpen-Centraal – Antwerpen-Berchem – Mechelen – Flughafen Brüssel-Zaventem – Leuven – Hasselt (– Tongern einzelne Fahrten) | 60 min Antwerpen–Hasselt/Tongern                     | Sa: 60 min So: 60 min bis Leuven, jeder 2. Zug nach Hasselt     |
| IC 11 | Binche – La Louvière – Braine-le-Comte – Brüssel-Süd – Brüssel-Central – Brüssel-Nord – Mechelen – Lier – Herentals – Turnhout | 60 min                                               | –                                                               |
| IC 21 | (Gent-Sint-Pieters – Dendermonde –) Mechelen – Leuven | 60 min Gent–Leuven                                   | 60 min nur Mechelen–Leuven                                      |
| IC 22 | Antwerpen-Centraal – Antwerpen-Berchem – Mechelen – Brüssel-Nord – Brüssel-Central – Brüssel-Süd (– Braine-le-Comte – La Louvière – Binche)                                                                                           | 60 min nur Antwerpen–Brüssel                         | 60 min Antwerpen–Binche                                         |
| IC 31 | Antwerpen-Centraal – Antwerpen-Berchem – Mechelen – Brüssel-Nord – Brüssel-Central – Brüssel-Süd (– Nivelles – Charleroi-Sud) | 60 min nur Brüssel–Antwerpen                         | 60 min Antwerpen–Charleroi                                      |
| IC 35 | Brüssel-Süd – Brüssel-Central – Brüssel-Nord – Flughafen Brüssel-Zaventem – Mechelen – Antwerpen-Berchem – Antwerpen-Centraal – Breda – Rotterdam Centraal (– Flughafen Schiphol – Amsterdam Centraal oder – Den Haag Hollands Spoor) | 60 min 4 Züge/Tag nach Den Haag statt Amsterdam      | 60 min 4 Züge/Tag nach Den Haag statt Amsterdam                 |
| L 02  | Zeebrugge-Dorp – Brugge – Gent-Sint-Pieters – Dendermonde – Mechelen | 60 min                                               | –                                                               |
| L 27  | (Leuven –) Mechelen – Puurs – Sint-Niklaas | 60 min Leuven–Sint-Niklaas                           | 60 min nur Mechelen–Sint-Niklaas                                |
| L 28  | Kortrijk – Gent-Sint-Pieters – Dendermonde – Mechelen | –                                                    | 60 min                                                          |
| S 1   | Antwerpen-Centraal – Antwerpen-Berchem – Mechelen – Schaerbeek/Schaarbeek – Brüssel-Nord – Brüssel-Central – Brüssel-Süd (– Braine-l’Alleud – Nivelles)                                                                               | 30 min Antwerpen–Nivelles                            | Sa: 30 min Antwerpen–Nivelles So: 60 min nur Antwerpen–Brü.-Süd |
| S 5   | Mechelen – Brüssel-Schuman – Brüssel-Luxemburg – Halle (– Edingen [– Geraardsbergen einzelne Fahrten]) | 30 min bis Halle, jeder 2. Zug nach Edingen/G’bergen | 60 min nur Mechelen–Halle                                       |
| S 7   | Mechelen – Brüssel-Mérode – Halle | 60 min                                               | –                                                               |
| P     | verschiedene Verstärkerfahrten | HVZ                                                  | –                                                               |
| ICT   | verschiedene Fahrten von/zu touristischen Orten | Touristensaison                                      | Touristensaison                                                 |